# Iniquity
Duński zespół deathmetalowy założony w 1989 roku. Zespół wydał 3 pełne płyty. Jest znany wśród internautów dzięki satyrycznej animacji flashowej "Growl Karaoke" w której użyty został utwór The Bullets Breath z płyty Grime (2001).

## Dyskografia
- Entering Deception (Demo, 1992)
- Promo '93 (Demo, 1993)
- Serenadium (1996)
- The Hidden Lore (EP, 1998)
- Five Across the Eyes (1999)
- Grime (2001)
- Revel in Cremation (Singel, 2003)
- Iniquity Bloody Iniquity (Kompilacja, 2003)